# بازگشت به خانه (فیلم ۲۰۲۳)
بازگشت به خانه (فرانسوی: Le Retour‎) یک فیلم درام فرانسوی محصول سال ۲۰۲۳ به نویسندگی و کارگردانی کاترین کورسینی است.
این فیلم برای رقابت نخل طلای هفتاد و ششمین جشنواره فیلم کن انتخاب شد، که در ۱۷ می ۲۰۲۳ در آنجا اکران شد. این فیلم در ۱۲ ژوئیه ۲۰۲۳ در فرانسه منتشر شد.

## طرح داستان
خدیجه، یک زن آفریقایی الاصل، به جزیره کرس سفر می‌کند تا از فرزندان یک خانواده ثروتمند اهل پاریس در تابستان مراقبت کند. دخترانش جسیکا و فرح او را همراهی می‌کنند. این امر فرصتی را برای خانواده مهیا می‌کند تا جزیره‌ای را که پانزده سال پیش در پی یک فاجعه ترک کرده بودند، دوباره کشف کنند.

## بازیگران
- آیزاتو دیالو سگنا[۵]
- ویرژینی لدواین[۵]
- دنیس پودالیدس[۵]
- استر گوهورو[۵]
- سوزی بمبا[۵]
- لومان دو دیتریش[۵]
- سدریک آپیتو[۵]
- ماری-آنژ جرونیمی[۵]
- هارولد اورسونی[۵]
- ژان میکلانجلی[۵]

## تولید
بازگشت به خانه توسط کاترین کورسینی و نایلا گیگه نوشته شده‌است. این فیلم توسط الیزابت پرز برای چاز پروداکشنز تهیه شده و توسط له پکت و فرانسه ۳ تولید شده‌است. ژان لاپوآری به عنوان مدیر فیلمبرداری و فردریک بایلهایچ به عنوان تدوینگر خدمت کردند.

### فیلمبرداری
تصویربرداری اصلی بین ۱۴ سپتامبر و ۸ نوامبر ۲۰۲۲، در طول دوران مدارس، در کرس، نزدیک لیل روس و کستیفاو، روستای مبدأ خانواده کاترین کورسینی انجام پذیرفت.

#### صحنه خودارضایی
هنگامی که افراد زیر ۱۵ سال در فیلمبرداری در کشور فرانسه شرکت می‌کنند، فیلمنامه برای تأیید اعتبار به بخشدار و «کمیسیون کودکان تماشایی» فرستاده می‌شود که بر محافظت از کودکان زیر سن قانونی در صحنه‌های فیلم نظارت می‌کند. با این حال، تیم سازنده صحنه‌ای را معرفی کردند که در آن یک بازیگر خردسال (استر گوهورو) درگیر خودارضایی بوده‌است. این صحنه در فیلمنامه معتبر گنجانده نشد و بنابراین غیرمجاز اعلام شد. به دنبال این نقض قانون، آژانس دولتی مرکز ملی سینما و تصویر متحرک حمایت مالی ۵۸۰٫۰۰۰ یورویی خود را از بودجه کلی ۴٫۷ میلیون یورویی فیلم پس گرفت.
همچنین گزارش شد که این بازیگر جوان به همراه پدر و مادر یا قیم قانونی نبوده و تحت پیگیری‌های آموزشی قرار نگرفته‌است. متخصص بیماری کووید-۱۹ فیلم که این وظیفه را به او محول کرده بود، در حین فیلمبرداری به دلیل مخالفت با شرایط فیلمبرداری از بازیگر خردسال، از پروژه استعفا داد.
صحنه خودارضایی به درخواست فرانسه ۳ که آن را «غیرضروری» اعلام کرد، هنگام تدوین از فیلم برداشته شد.

## اتهامات تجاوز جنسی
نامه‌های ناشناس متعددی در مورد سوء استفادهٔ جنسی در صحنه‌های فیلمبرداری این فیلم نوشته شدند. در این نامه‌ها، تکنسین‌های صحنه به «حرکات نامناسب» (gestes déplacés) نسبت به یک بازیگر خردسال در حین فیلم‌برداری متهم شدند. دنیس گراویل، دبیرکل سی‌جی‌تی، دربارهٔ تجاوز جنسی به یک بازیگر جوان چنین گفت: «انکار واقعیت‌ها توسط کارگردان و تهیه‌کننده که به دنبال به حداقل رساندن این حادثه بودند، باعث ایجاد درگیری روی صحنه و رفتار پرخاشگرانه از سوی آن طرف شده‌است. کاترین کورسینی، منجر به ترک این دو تکنسین شد، که این حمله را محکوم کرده بودند».
در حین تمرین یک صحنه رقص، یک هنرپیشه جوان مربی خود را متهم کرد که «از باسن» او محکم گرفته و «آلت تناسلی خود را به اندام تناسلی او مالیده و حرکات شدید رفت و برگشتی را انجام داده‌است». دختر جوان که شوکه شده بود درخواست کرد که مرد مذکور مورد تنبیه قرار گیرد. با این حال، بازیگر خردسال از فیلمبرداری اخراج شد و مربی مذکور در سمت خود باقی ماند و تنها یک دستور دریافت کرد که پیش از هرگونه تماس فیزیکی باید مجوز و اجازه آنرا دریافت کند.
انتخاب این فیلم توسط جشنواره فیلم کن توسط «کالکتیف ۵۰/۵۰»، یک سازمان غیردولتی فرانسوی که برابری زن و مرد را در صنعت فیلم ترویج می‌کند، مورد انتقاد قرار گرفت. این سازمان نوشت: «بدیهی است که این سیگنال مخربی است که به قربانیان خشونت جنسی ارسال می‌شود، و همچنین راهی برای تقویت تبانی است که در صنعت ما حاکم است و مانع از انتشار مسالمت‌آمیز سخنرانی در مورد این امر مهم می‌شود.» این سازمان تولید را در مورد اهمیت انجام اقدامات برای جلوگیری از خشونت، مانند انتصاب یک هماهنگ‌کننده روابط خصوصی برای برنامه‌ریزی و ساختار صحنه‌های جنسی، توصیه کرد. به گفته روزنامه‌نگاری از لیبراسیون، دو بازیگر زن بدون موفقیت، درخواست حضور یک هماهنگ‌کننده روابط خصوصی را در صحنه فیلمبرداری دادند.
کاترین کورسینی و تهیه‌کننده‌اش الیزابت پرز این اتهامات را رد کرده‌اند و آن‌ها را شایعه‌ای فوق‌العاده مخرب برای فیلم خود خوانده‌اند؛ آنها جشنواره فیلم کن را به دلیل وقت‌گذاشتن برای بررسی شرایط فیلمبرداری برای مجوز و انتخاب فیلم تحسین کردند.

## انتشار
بازگشت به خانه برای رقابت برای نخل طلای جشنواره فیلم کن ۲۰۲۳ انتخاب شد، جایی که اولین نمایش جهانی خود را در می ۲۰۲۳ داشت این فیلم توسط شرکت له پکت در فرانسه اکران شد. فروش بین‌المللی توسط پلی تایم انجام می‌شود.